# Ilja
L'Ilja (in russo Иля?; in lingua buriata: Элеэ) è un fiume della Russia siberiana orientale, affluente di sinistra dell'Onon. Scorre nei rajon  Dul'durginskij e  Akšinskij del Territorio della Transbajkalia.
Ha origine in una valle di passaggio tra i monti Daurskij e Mogojtujskij a un'altitudine di 1 120 m sul livello del mare. Sfocia nel fiume Onon a 357 km dalla foce. La sua lunghezza è di 153 km, l'area del bacino è di 2 960 km².